# Opopaea silhouettei
Opopaea silhouettei là một loài nhện trong họ Oonopidae.
Loài này thuộc chi Opopaea. Opopaea silhouettei được P. L. G. Benoit miêu tả năm 1979.